# Hyloconis desmodii
Hyloconis desmodii là một loài bướm đêm thuộc họ Gracillariidae. Nó được tìm thấy ở Nhật Bản (Kyusyu).
Sải cánh dài 5–6 mm.
Ấu trùng ăn Desmodium racemosum. Chúng có thể ăn lá nơi chúng làm tổ.